# アビスパス・デ・サンティアーゴ・デ・クーバ
アビスパス・デ・サンティアーゴ・デ・クーバ（西: Avispas de Santiago de Cuba）は、キューバの国内野球リーグであるセリエ・ナシオナル・デ・ベイスボルに所属する野球チーム。本拠地はキューバ南東部のカリブ海に面する港湾都市サンティアーゴ・デ・クーバ。

## 概要
1977年の設立以来、日本でもプレーしたオレステス・キンデランやアントニオ・パチェコらを擁し一時代を築いた、1999年から2001年までの3年連続を含む8回の優勝を誇る名門チーム。
ライバル関係にある首都ハバナの人気チームであるレオネス・デ・インドゥストリアレスとの対決は、MLBのニューヨーク・ヤンキース対ボストン・レッドソックス、NPBの読売ジャイアンツ対阪神タイガースのような伝統の一戦に近く、観客が集まり白熱する。
ニックネームの「アビスパ」（Avispa）とは蜂の意味。

## 主な所属選手

### リーグMVP獲得選手
- オレステス・キンデラン（1989年）[1]
- ノルヘ・ベラ（2000年）[1]
- アレクセイ・ベル（2008年）[1]

### その他
- アデイニー・エチェバリア
- アルフレド・デスパイネ
- アントニオ・パチェコ
- エクトル・オリベラ
- エノルベル・マルケス＝ラミレス
- オスカー・コラス
- オルマリ・ロメロ
- ダニー・ベタンコート
- ホセ・ルイス
- ルイス・ナバス
- レイ・アイザック（英語版）
- ロイニエル・ムステリエル
- ローランド・メリーニョ